# 华盛顿 (犹他州)
华盛顿（英語：Washington），是美国犹他州华盛顿县下属的一座城市。建市于 1857年，面积大约为32.89平方英里（85.2平方公里），海拔约为2,792英尺（851米）。根据2010年美国人口普查，该市有人口18,761人。